# Harry Noormann
Harry Noormann (* 14. Januar 1948 in Holterfehn, Ostfriesland) ist ein deutscher evangelischer Religionspädagoge und pensionierter Professor für Evangelische Theologie und Religionspädagogik am Institut für Theologie und Religionspädagogik der Gottfried Wilhelm Leibniz Universität Hannover.

## Leben
Norrmann studierte ab 1967 Evangelische Theologie und Sozialwissenschaften in Wuppertal, Heidelberg und Göttingen. Als akademischer Tutor an der Evangelisch-Theologischen Fakultät Göttingen war er 1971 verantwortlich für die Konzipierung und Durchführung der ersten integrierten Studieneingangsphase. 1973 wurde er durch die Evangelisch-Theologische Fakultät der Universität Göttingen zum Dr. theol. promoviert. 1974 wurde er Wissenschaftlicher Assistent im Lehrgebiet Evangelische Theologie und Religionspädagogik an der Pädagogischen Hochschule Niedersachsen, Abt. Braunschweig und 1981 ebenda Hochschulassistent. Vom Sommersemester 1984 bis zum Wintersemester 1985/86 verwaltete er den zweiten Lehrstuhl am Seminar für Evang. Theologie und Religionspädagogik am Fachbereich Erziehungswissenschaften der TU Braunschweig, in den die Abteilung Braunschweig der PH Niedersachsen übergegangen war. Dort habilitierte er sich 1986. 1987 wurde er wissenschaftlicher Mitarbeiter im Lehrgebiet Ev. Theologie und Religionspädagogik am Fachbereich Erziehungswissenschaften I der Universität Hannover. 1993/94 vertrat er eine Professur für Religionspädagogik an der Ev.-theol. Fakultät der Johann Wolfgang Goethe-Universität Frankfurt am Main. Ab dem 1. März 1996 war er ordentlicher Professor für Evangelischen Theologie und Didaktik der Ev. Religion am Fachbereich Erziehungswissenschaften der Universität Hannover (heute Philosophische Fakultät). Dort wirkte er von 2003 bis 2012 als Geschäftsführender Leiter der Arbeitsgruppe Interkulturelle Pädagogik, von 2008 bis 2011 als Forschungsdekan und von 2011 bis zu seiner Pensionierung am 1. April 2017 als Dekan.
Noormann ist verheiratet und hat drei Kinder.

## Mitgliedschaften und Funktionen
- Mitglied in der Gesellschaft für wissenschaftliche Religionspädagogik (ehemals Arbeitskreis für evangelische Religionspädagogik in Deutschland [Vorstandsmitglied 1995–1998])
- Geschäftsführender Leiter der Arbeitsgruppe Interkulturelle Bildung und Entwicklungspädagogik an der Philosophischen Fakultät der Leibniz Universität Hannover – Interpäd - (2003–2011)
- Mitglied der „Arbeitsstelle DIVERSITÄT  MIGRATION  BILDUNG (DiversitAS)“ an der Philosophischen  Fakultät der Leibniz Universität (bis 2016)
- Mitglied im Beirat Kirchlicher Entwicklungsdienst der Evangelisch-lutherischen Landeskirchen Braunschweig und Hannover (KED) (seit 2010)
- "Aktionsausschuss Niedersächsischer Religionslehrer(innen)" - Mitglied im Ständigen Ausschuss (seit 2007)
- Mitglied im Vorstand der Forschungsinitiative "Relations of Difference - Dynamics of Conflict" an der Philosophischen Fakultät der Leibniz Universität Hannover (2008–2012)
- Mitglied im Forschungsforum „Religion im kulturellen Kontext“ an der Philosophischen Fakultät der Leibniz Universität Hannover (seit 2008)
- Mitglied im Fakultätsrat der Philosophischen Fakultät der Leibniz Universität 2007–2009
- Mitglied im Rat der Graduiertenakademie der Leibniz Universität Hannover (2010/11)

## Schriften (Auswahl)
- Protestantismus und politisches Mandat 1945–1949. Zwei Bände. Gütersloher Verlagshaus Mohn, Gütersloh 1985.
- Armut in Deutschland. Christen vor der neuen Sozialen Frage. Calwer Verlag, Stuttgart 1991.
- Kirchengeschichte (= Theologie kompakt). Calwer Verlag, Stuttgart 2006.

Herausgeberschaften
- Mitherausgeber (seit 1985) und (2000–2003) leitender Redakteur der Zeitschrift ru – Ökumenische Zeitschrift für den Religionsunterricht (Einstellung Ende 2003).
- Herausgeber der Reihe Religionspädagogische Kontexte und Konzepte, LIT-Verlag Münster (bisher 11 Bände).
- Mitherausgeber der Schriftenreihe (mit Asit Datta): Bildung in der Weltgesellschaft, Frankfurt/Main: Brandes&Apsel.
- mit Ulrich Becker, Friedrich Johannsen: Neutestamentliches Arbeitsbuch für Religionspädagogen. Kohlhammer, Stuttgart 1993; 4. überarbeitete und erweiterte Auflage 2013.
- mit Ulrich Becker, Bernd Trocholepczy: Ökumenisches Arbeitsbuch Religionspädagogik. Kohlhammer, Stuttgart 2000; 3. aktualisierte Auflage 2007.
- Arbeitsbuch Religion und Geschichte. Das Christentum im interkulturellen Gedächtnis. Zwei Bände. Kohlhammer, Stuttgart 2009/2013.
- mit Christine Lehmann, Heiko Lamprecht, Martin Schmidt-Kortenbusch: Zukunftsfähige Schule – zukunftsfähiger Religionsunterricht. Herausforderungen an Schule, Politik und Kirche. Jena 2011.